# Giorgio Lamberti (ténor)
Pour les articles homonymes, voir Giorgio Lamberti et Lamberti.
Giorgio Lamberti (né le 9 juillet 1938  à Adria en Italie) est un ténor lyrique italien.

## Biographie
Né le 9 juillet 1938 à Adria en Vénétie, Giorgio Lamberti se passionne très jeune pour le violon et le chant lyrique qu’il étudie au Conservatoire Claudio Monteverdi de Bolzano. 
Ne voulant pas suspendre ses cours de chant durant son service militaire, il demande et reçoit une dérogation pour les poursuivre au Conservatoire de San Pietro a Majella de Naples.
En 1963, il gagne une bourse pour étudier à la prestigieuse Fenice de Venise. Ses études terminées et perfectionniste dans l’âme, il poursuit des cours particuliers auprès du maestro Ettore Campogalliani bien connu pour avoir accompagné les plus grands artistes lyriques.
Ses débuts sur scène, il les fait à Rome en 1964 dans le rôle d’Arrigo dans I vespri siciliani de Verdi, sous son véritable patronyme Giorgio Casellato. Mais c’est en 1970, lorsqu’il remplaça au pied levé Franco Corelli dans Carmen de Bizet aux Arènes de Vérone que sa carrière prend une véritable ascension.
Entre-temps, las d’être considéré comme le frère de Renzo Casellato, un ténor léger avec lequel il n’a aucun lien de parenté, il ajoute à son nom celui de sa grand-mère paternelle et devient Giorgio Casellato-Lamberti, afin de se distinguer de cet homonyme. Quelques années plus tard, il abandonne le nom Casellato pour finalement adopter Giorgio Lamberti, beaucoup plus facile à prononcer pour les anglophones.
Bien qu’il mît fin à sa carrière en 1996, il est toujours considéré à l’heure actuelle comme l'un des interprètes parfaits du répertoire italien romantique.

## Rôles
| Rôles                       | Opéras                         | Compositeurs   |
| --------------------------- | ------------------------------ | -------------- |
| Maurizio, Conte di Sassonia | Adriana Lecouvreur             | F. Cilea       |
| Radamès                     | Aida                           | G. Verdi       |
| Admeto                      | Alceste                        | C.W. Gluck     |
| Andrea Chénier              | Andrea Chénier                 | U. Giordano    |
| Orombello                   | Beatrice Di Tenda              | V. Bellini     |
| Baldo                       | Belfagor                       | O. Respighi    |
| Don José                    | Carmen                         | G. Bizet       |
| Turiddu                     | Cavalleria Rusticana           | P. Mascagni    |
| Don Carlos                  | Don Carlos                     | G. Verdi       |
| Ernani                      | Ernani                         | G. Verdi       |
| Arvino                      | I Lombardi alla prima crociata | G. Verdi       |
| Arrigo                      | I Vespri Siciliani             | G. Verdi       |
| Luigi                       | Il Tabarro                     | G. Puccini     |
| Manrico                     | Il Trovatore                   | G. Verdi       |
| Rodolfo                     | La Bohème                      | G. Puccini     |
| Dick Johnson                | La Fanciualla del West         | G. Puccini     |
| Enzo Grimaldo               | La Gioconda                    | A. Ponchielli  |
| Alfredo Germont             | La Traviata                    | G. Verdi       |
| Vasco de Gama               | L'Africaine                    | G. Meyerbeer   |
| Edgardo di Ravenswood       | Lucia di Lammermoor            | G. Donizetti   |
| Macduff                     | Macbeth                        | G. Verdi       |
| Pinkerton                   | Madame Butterfly               | G. Puccini     |
| Des Grieux                  | Manon Lescaut                  | G. Puccini     |
| Pollione                    | Norma                          | V. Bellini     |
| Samson                      | Samson et Dalila               | C. Saint-Saëns |
| Gabriele Adorno             | Simon Boccanegra               | G. Verdi       |
| Stiffelio                   | Stiffelio                      | G. Verdi       |
| Cavaradossi                 | Tosca                          | G. Puccini     |
| Calaf                       | Turandot                       | G. Puccini     |
| Riccardo                    | Un Ballo in Maschera           | G. Verdi       |
| Corasmino                   | Zaira                          | V. Bellini     |

## Discographie
| Titres                                 | Artistes                                       | Labels        | Références      | Sorties |
| -------------------------------------- | ---------------------------------------------- | ------------- | --------------- | ------- |
| L'Africaine (Meyerbeer)                | M. Arroyo - G. Lamberti - S. Milnes            | Myto Records  | 3 MCD 011.235   | 2001    |
| Aida (Verdi)                           | L. Price - G. Lamberti - M. Parutto            | Myto Records  | 2 MCD 062.327   | 2006    |
| Alceste (Gluck)                        | L. Gencer - G. Lamberti - A. D'Orazi           | Foyer         | 2-CF 2046       | 1991    |
| Belfagor (Respighi)                    | S. Sass - G. Lamberti - K. Takács              | Hungaroton    | HCD 12850-51    | 2003    |
| Carmen (Bizet)                         | G. Alperyn - G. Lamberti                       | Naxos         | 8.660005-7      | 1990    |
| Il Corsaro (Verdi)                     | G. Lamberti - A. Gulin - R. Bruson             | Mondo Musica  | MFOH 10503      | 1999    |
| Il Corsaro (Verdi)                     | G. Lamberti - K. Ricciarelli - R. Bruson       | Opera D'Oro   | OPD 1476        | 2007    |
| Ernani (Verdi)                         | G. Lamberti - S. Sass - L. Miller - K. Kováts  | Hungaroton    | HCD 12260-2     | 1982    |
| Gemma di Vergy (Donizetti)             | M. Caballé - G. Lamberti - R. Bruson           | Opera D'Oro   | OPD 7055        | 2008    |
| La Gioconda (A. Ponchielli)            | E. Marton - S. Ramey - G. Lamberti - S. Milnes | CBS Records   | M3K 44556       | 1989    |
| I Lombardi alla prima crociata (Verdi) | G. Lamberti - S. Sass - K. Kováts              | Hungaroton    | HCD 12498-500-2 | 1984    |
| Macbeth (Verdi)                        | L. Gencer - G. Guelfi - G. Lamberti            | Mondo Musica  | MFOH 10101      | 1997    |
| Poliuto (Donizetti)                    | G. Lamberti - A. Maliponte - R. Bruson         | Gala          | GL 100.795      | 2006    |
| Recital                                | G. Lamberti                                    | Myto Records  | 1 CD 00178      | 2008    |
| Il Tabarro (Puccini)                   | I. Tokody - G. Lamberti - S. Nimsgern          | RCA Classics  | 74321 40581 2   | 1996    |
| Tosca (Puccini)                        | N. Miricioiu - G. Lamberti - S. Carroli        | Naxos         | 8.660001-2      | 1990    |
| Zaira (Bellini)                        | R. Scotto - G. Lamberti - L. Roni              | Myto Devotion | 3 MDCD 0013     | 2009    |